# Nemocón
Nemocón là một khu tự quản thuộc tỉnh Cundinamarca, Colombia. Thủ phủ của khu tự quản Nemocón đóng tại Nemocón Khu tự quản Nemocón có diện tích ki lô mét vuông. Đến thời điểm ngày 28 tháng 5 năm 2005, khu tự quản Nemocón có dân số 8385 người.